# Luxemburg a 2004. évi nyári olimpiai játékokon
Luxemburg a görögországi Athénban megrendezett 2004. évi nyári olimpiai játékok egyik részt vevő nemzete volt. Az országot az olimpián 6 sportágban 10 sportoló képviselte, akik érmet nem szereztek.

## Atlétika
Férfi
| Versenyző    | Versenyszám | Előfutam | Előfutam | Előfutam | Elődöntő | Elődöntő | Elődöntő | Döntő   | Döntő    |
| Versenyző    | Versenyszám | Idő      | Hely.    | Össz.    | Idő      | Hely.    | Össz.    | Idő     | Helyezés |
| ------------ | ----------- | -------- | -------- | -------- | -------- | -------- | -------- | ------- | -------- |
| David Fiegen | 800 m       | 1:46,97  | 5.       | 36.      | kiesett  | kiesett  | kiesett  | kiesett | kiesett  |

## Íjászat
Férfi
| Versenyző     | Versenyszám | Selejtező | Selejtező | 64-es főtábla                       | 32-es főtábla     | Nyolcaddöntő      | Negyeddöntő       | Elődöntő          | Döntő             | Helyezés |
| Versenyző     | Versenyszám | Pont      | Kiemelt   | Ellenfél Eredmény                   | Ellenfél Eredmény | Ellenfél Eredmény | Ellenfél Eredmény | Ellenfél Eredmény | Ellenfél Eredmény | Helyezés |
| ------------- | ----------- | --------- | --------- | ----------------------------------- | ----------------- | ----------------- | ----------------- | ----------------- | ----------------- | -------- |
| Jeff Henckels | Egyéni      | 623       | 55.       | Chen Szu-Yuan (TPE) (10.) · 132-136 | kiesett           | kiesett           | kiesett           | kiesett           | kiesett           | 56.      |

## Kerékpározás

### Országúti kerékpározás
Férfi
| Versenyző      | Versenyszám   | Idő                   | Helyezés |
| -------------- | ------------- | --------------------- | -------- |
| Kim Kirchen    | Mezőnyverseny | 5:41:56 (+0:12)       | 6.       |
| Fränk Schleck  | Mezőnyverseny | 5:41:56 (+0:12)       | 16.      |
| Benoît Joachim | Mezőnyverseny | 5:44:13 (+2:29)       | 45.      |
| Benoît Joachim | Időfutam      | 1:01:50,46 (+4:18,72) | 26.      |

## Tenisz
Női
| Versenyző                   | Versenyszám | 64-es főtábla                       | 32-es főtábla                                                       | Nyolcaddöntő      | Negyeddöntő       | Elődöntő          | Bronz- mérkőzés   | Döntő             | Helyezés |
| Versenyző                   | Versenyszám | Ellenfél Eredmény                   | Ellenfél Eredmény                                                   | Ellenfél Eredmény | Ellenfél Eredmény | Ellenfél Eredmény | Ellenfél Eredmény | Ellenfél Eredmény | Helyezés |
| --------------------------- | ----------- | ----------------------------------- | ------------------------------------------------------------------- | ----------------- | ----------------- | ----------------- | ----------------- | ----------------- | -------- |
| Anne Kremer                 | Egyes       | Maria Vento-Kabchi (VEN) · 3-6, 4-6 | kiesett                                                             | kiesett           | kiesett           | kiesett           | kiesett           | kiesett           | 33.      |
| Claudine Schaul             | Egyes       | Daniela Hantuchová (SVK) · 1-6, 1-6 | kiesett                                                             | kiesett           | kiesett           | kiesett           | kiesett           | kiesett           | 33.      |
| Anne Kremer Claudine Schaul | Páros       |                                     | Kolumbia (COL) · Catalina Castaño · Fabiola Zuluaga · 6-7, 6-2, 7-9 | kiesett           | kiesett           | kiesett           | kiesett           | kiesett           | 17.      |

## Triatlon
| Versenyző | Versenyszám | 1,5 km úszás | 1,5 km úszás | 40 km kerékpározás | 40 km kerékpározás | 10 km futás | 10 km futás | Összesítés | Összesítés |
| Versenyző | Versenyszám | Idő          | Hely.        | Idő                | Hely.              | Idő         | Hely.       | Idő        | Helyezés   |
| --------- | ----------- | ------------ | ------------ | ------------------ | ------------------ | ----------- | ----------- | ---------- | ---------- |
| Liz May   | Női         | 19:43        | 24.          | 1:10:26            | 21.                | 37:39       | 19.         | 2:08:29,22 | 17.        |

## Úszás
Férfi
| Versenyző      | Versenyszám | Előfutam | Előfutam | Előfutam | Elődöntő | Elődöntő | Elődöntő | Döntő   | Döntő    |
| Versenyző      | Versenyszám | Idő      | Hely.    | Össz.    | Idő      | Hely.    | Össz.    | Idő     | Helyezés |
| -------------- | ----------- | -------- | -------- | -------- | -------- | -------- | -------- | ------- | -------- |
| Alwin de Prins | 100 m mell  | 1:03,32  | 3.       | 27.      | kiesett  | kiesett  | kiesett  | kiesett | kiesett  |

Női
| Versenyző  | Versenyszám | Előfutam | Előfutam | Előfutam | Elődöntő | Elődöntő | Elődöntő | Döntő   | Döntő    |
| Versenyző  | Versenyszám | Idő      | Hely.    | Össz.    | Idő      | Hely.    | Össz.    | Idő     | Helyezés |
| ---------- | ----------- | -------- | -------- | -------- | -------- | -------- | -------- | ------- | -------- |
| Lara Heinz | 50 m gyors  | 26,35    | 1.       | 30.      | kiesett  | kiesett  | kiesett  | kiesett | kiesett  |
| Lara Heinz | 100 m gyors | 57,40    | 5.       | 36.      | kiesett  | kiesett  | kiesett  | kiesett | kiesett  |